# Israel Rosengren
Israel Rosengren, född 27 december 1795 i Skärkinds församling, Östergötlands län, död 10 november 1859 i Hallingebergs församling, Kalmar län, var en svensk präst.

## Biografi
Israel Rosengren föddes 1795 i Skärkinds socken. Han var son till trädgårdsmästaren Nils Rosengren och Sara M. Marström. Rosengren blev höstterminen 1819 student vid Uppsala universitet och avlade 1824 magisterexamen vid universitetet. Han blev 1828 lärare vid Ljungstedtska friskolan i Linköping och fick rättighet till dubbel tjänstårsberäkning vid befattningen 1830. Rosengren prästvigdes 16 oktober 1830 och avlade 1831 pastoralexamen. Han blev 1836 komminister i Linköpings församling och var predikant vid prästmötet 1843. Rosengren blev 1848 kyrkoherde i Hallingebergs församling och utnämndes 1851 till prost. Han avled 1859 i Hallingebergs socken.

### Familj
Rosengren gifte sig 26 december 1836 med Aurora Mathilda Wejdling (1810–1883), dotter till handlanden Gustaf Alexander Wejdling och Greta Christina Curman i Skänninge. De fick tillsammans barnen Antigone Mathilda Rosengren (1837–1838), Laura Cecilia Maria Rosengren (1838–1911), Knut Israel Rosengren (1840–1847), extra ordinarie prästman Nils David Rosengren, landskontoristen Fredrik Egidius Rosengren (1843–1871) i Linköping, Klara Dorothea Amalia Rosengren som var gift med kyrkoherden C. P. Gustafsson i Höreda församling, Simon Leonard Rosengren (1847–1849) och Oelgott Matilda Rosengren (född 1856) som var gift med domänintendenten Oskar Erickson.